# Mahmud Nedim Pasza
Mahmud Nadim Pasza (ur. ok. 1818, zm. 1883) – wielki wezyr w okresie rządów tureckiego sułtana Abdülaziza.

## Życiorys
Mahmud był synem tureckiego gubernatora Bagdadu. Przez wiele lat pełnił różne ważne funkcje w administracji Imperium Osmańskiego. W 1871 roku, po śmierci dotychczasowego wielkiego wezyra Ali Paszy, został przez sułtana Abdülaziza mianowany na to najwyższe w Turcji stanowisko. Okazał się posłusznym wykonawca woli władcy. Jego rządy pogłębiły jednak panujący w kraju chaos. Zazdrosny o swoją pozycję na dworze, Mahmud odwoływał ze stanowiska każdego, kto - w jego mniemaniu - stanowił dla niego zagrożenie. Na stanowisku wezyra utrzymał się tylko rok, ponieważ nacisk sił reformatorskich zmusił sułtana do odwołania go z funkcji i powierzenia jej Midhatowi Paszy. Jednak w 1875 roku Mahmud wrócił na stanowisko wezyra. Jednak jego polityka, sprzeciwiająca się wszelkim planom reform doprowadził wkrótce do wzrostu napięcia w kraju. Do głosu doszli zwolennicy ruchu młodotureckiego, którzy domagali się ustąpienia wezyra. W tej sytuacji sułtan odwołał Muhmada Nedima ze stanowiska.